# جوش سوليفان
جوش سوليفان (بالإنجليزية: Josh Sullivan)‏ هو لاعب كرة قدم أمريكية أمريكي، ولد في 5 يوليو 1984 في ليتل روك في الولايات المتحدة.

## وصلات خارجية
- جوش سوليفان على موقعبيزبول رفرنس.كوم (الدوري الثانوي) (الإنجليزية)